# 申光
申光（1908年12月12日—2003年9月3日），男，直隶（今河北）巨鹿人，中华人民共和国政治人物，曾任中华人民共和国邮电部副部长、党组副书记、顾问。